# 블랙테트라
블랙테트라는 대한민국의 음악 그룹이다. 1978년에 데뷔했다.

## 방송
- TBC 해변가요제 (1978) - 우수상

## 음반
- 해변가요제 (1978)
- 제 1회 동양방송국 주최 해변가요제 (1978)
- 열대어 (1979)
- Blacktetra 3 (1980)
- 70년대 대학가요제 총결산 (1980)
- 젊은이 가요제 2집 (1981)
- 한국의 록 그룹 (1989)
- '94 MBC 대학가요제 (1994)
- '98 MBC 대학가요제 (1999)
- 푸른시절 (2001)
- 포크송 추억과 향수의 33년 3 (2002)
- 80년대 동창회 (2003)
- 박하향기 (2003)
- 7080 추억여행 G (2004)
- 2006 MBC 대학가요제 (2006)
- 카운터 어택 (The Counterattack) (Digital Single) (2010)
- 대학가요제 베스트 (2013)
- Feel So Good (2013)
- 추억의 스페셜 골드 (2015)
- 7080 통기타베스트 (2016)
- 오늘 (2017)

## 수상
- 제2회 TBC 해변가요제 우수상 (1978)